# Академия национальной обороны Финляндии
Академия национальной обороны Финляндии (фин. Maanpuolustuskorkeakoulu, сокр. MPKK, швед. Försvarshögskolan) — высшее военное учебное заведение, расположенное в Хельсинки и входящее в состав Сил обороны Финляндии. Академия предоставляет образование в области военных наук — от степени бакалавра до доктора наук.
Академия подчиняется Главнокомандующему Силами обороны Финляндии, её возглавляет ректор. С июля 2021 года ректором является генерал-майор Мика Каллиомаа.
Задачей академии является развитие научных исследований в области военных наук и предоставление образования, основанного на исследованиях и лучших практиках. Офицеры Сил обороны и Пограничной охраны Финляндии проходят обучение в Академии национальной обороны.

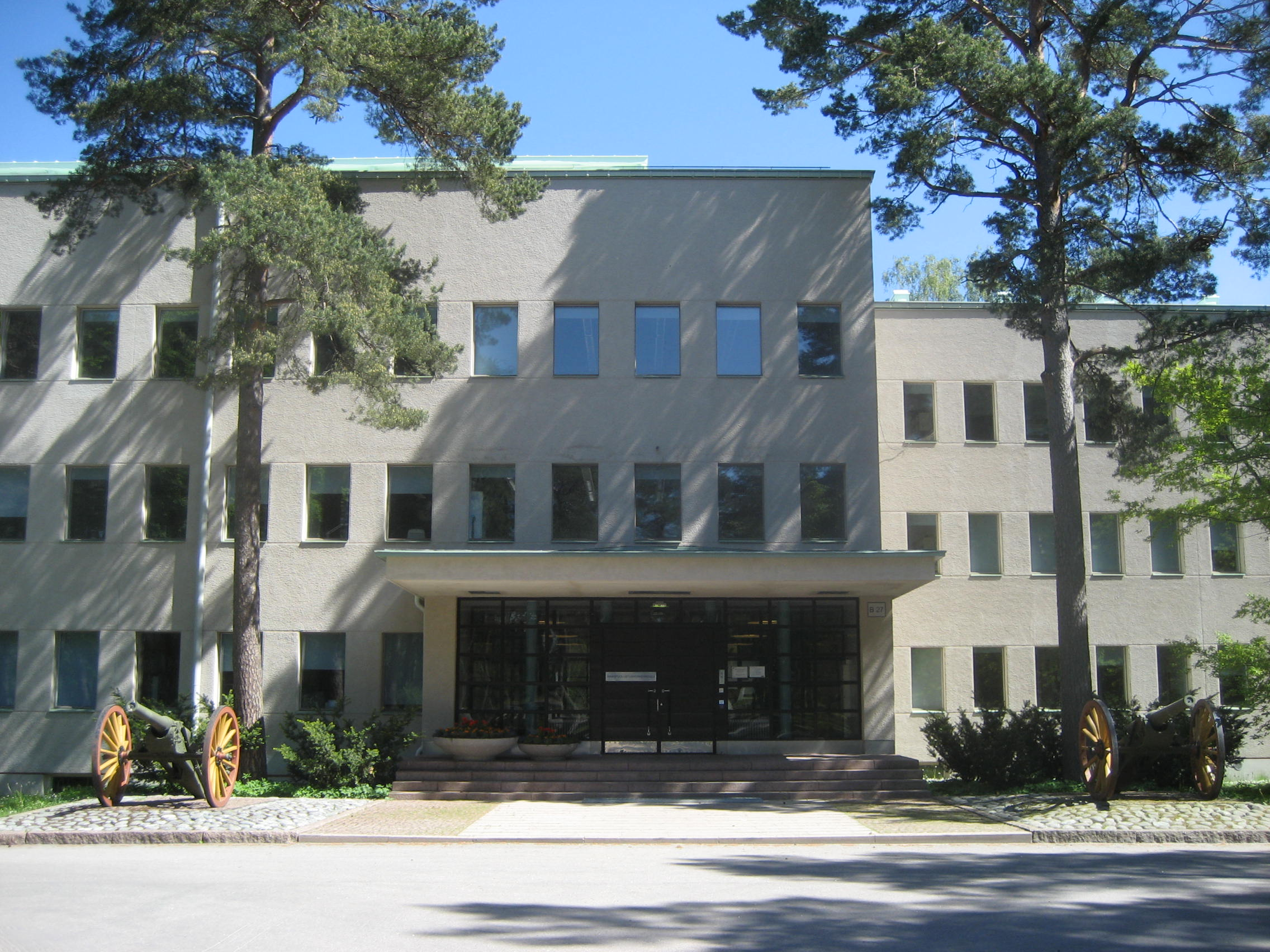
Главный вход Академии национальной обороны Финляндии.

После реформы Сил обороны подразделения Академии размещены в районе Сантахамина в Хельсинки, за исключением национальных оборонных курсов и Военного музея, который находится на острове Суоменлинна.

## Структура академии
В структуру Академии, помимо кафедр, входят следующие подразделения:
- Отдел базового образования, в разговорной речи называемый Кадетской школой (Kadettikoulu KADK), Командир отдела полковник Теему Нурмела (Teemu Nurmela)
- Отдел магистратуры (Maisteriosasto)
- Отдел аспирантуры (Jatkotutkinto-osasto)
- Национальные курсы по обороне (Maanpuolustuskurssit)
- Военный музей (Sotamuseo)
- Международный центр Сил обороны (Puolustusvoimien kansainvälinen keskus)
- Центр дополнительного образования и развития (Täydennyskoulutus- ja kehittämiskeskus, TKKK)
- Фотоцентр Сил обороны (с 2006 года является частью TKKK)
- Языковой центр Сил обороны (Puolustusvoimien Kielikeskus)
- Библиотека Академии национальной обороны (Maanpuolustuskorkeakoulun kirjasto)

Библиотека Академии расположена в здании Santahamina-talo и открыта для всех желающих. Посетители должны предъявить удостоверение личности на проходной, а не-граждане Финляндии обязаны предварительно уведомить о своём визите. Учебная библиотека на втором этаже обслуживает только студентов и сотрудников академии.
Каталог библиотеки «Taisto» доступен для свободного просмотра онлайн.

## См.также
- Школа унтер-офицеров (Финляндия)
- Школа офицеров запаса (Финляндия)
- Академия военно-воздушных сил Финляндии